# Kanton Gentioux-Pigerolles
Kanton Gentioux-Pigerolles (francouzsky Canton de Gentioux-Pigerolles) je francouzský kanton v departementu Creuse v regionu Limousin. Tvoří ho sedm obcí.

## Obce kantonu
- Faux-la-Montagne
- Féniers
- Gentioux-Pigerolles
- Gioux
- La Nouaille
- Saint-Marc-à-Loubaud
- La Villedieu